# Tandhjulspumpe
En tandhjulspumpe er en type pumpe, hvor (som regel) to roterende tandhjul transporterer en væske eller en luft/gas. Væsken indfanges i rummet mellem tænderne i tandhjulene og presses ud ved afløbet af pumpen. Tænderne i tandhjulene griber fat i hinanden, således at væsken ikke kan strømme tilbage til indløbet.
Væsken tages med i tandmellemrummene langs pumpehusets omkreds og presses ud af pumpen, når tænderne på de to tandhjul går i indgreb med hinanden.
Når tandhjulene drejer rundt, vil det der skal pumpes blive presset igennem pumpen. Der vil opstå et undertryk på sugesiden og overtryk på tryksiden.
Tandhjulspumper vil altid være forsynet med en sikkerhedsventil (omløbsventil, byPass) på tryksiden, idet de ikke tåler at pumpe imod en lukket rørledning.
Tandhjulspumpen er selvansugende.
- Ekstern gear pumpe design for hydraulik.
- Intern gear (Gerotor) pumpe design for (olie-)pumper.
- Intern gear (Gerotor) pumpe design for høj viskositets væsker.

| Maskiner | Spire Denne artikel om maskiner, maskindele og apparater er en spire som bør udbygges. Du er velkommen til at hjælpe Wikipedia ved at udvide den. |